# Margam (Regno Unito)

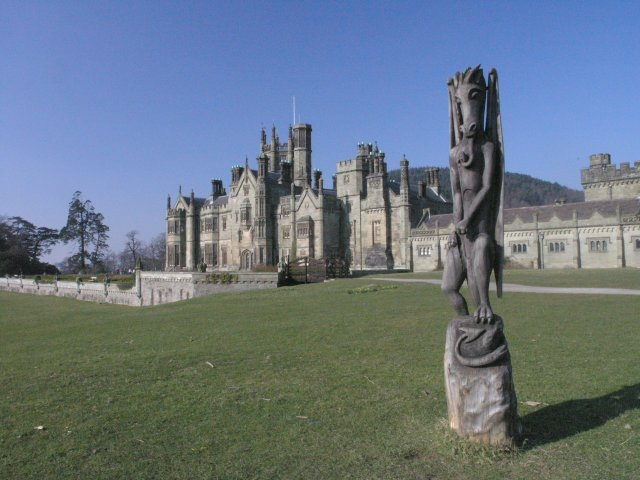
Il castello di Margam

Margam è una comunità del Galles di circa 2.400 abitanti, sulla costa meridionale del Galles, facente parte del distretto di contea di Neath Port Talbot  (contea cerimoniale: West Glamorgan) e affacciata sul Canale di Bristol; costituisce di fatto un sobborgo di Port Talbot.

## Geografia fisica

### Collocazione
Margam si trova a circa 5 km ad est del centro di Port Talbot.

## Storia
Nel 1147 fu costruito a Margam un monastero. (v. anche la sezione Abbazia di Margam).
Con la distruzione dei monasteri, il villaggio divenne un possedimento della famiglia Mansel. Discendenti dei Mansel furono i Talbot.
Il villaggio acquisì grande importanza all'epoca della rivoluzione industriale, grazie al suo porto e all'industria mineraria per l'estrazione del carbone.

## Monumenti e luoghi d'interesse

### Architetture religiose

#### Abbazia di Margam
L'abbazia di Margam è un'abbazia cistercense, fondata nel 1147 da monaci provenienti dall'abbazia di Clairvaux per concessione di Roberto, signore del Gloucestershire. Dedicata alla Vergine Maria, è uno dei più grandi complessi monastici del Galles.

### Architetture militari

#### Castello di Margam
Il castello di Margam è un edificio classificato di I grado, ch fu costruito tra il 1830 e il 1840 in stile gotico-Tudor su progetto dell'architetto Thomas Hopper e per volere di Christopher Rice Mansel Talbot.

### Architettere civili

#### Margam Country Park
Il Margam Country Park è una tenuta di 3,5 km² che ospita edifici storici quali l'abbazia di Margam e il castello di Margam.

## Società

### Evoluzione demografica
Al censimento del 2001, Margam contava una popolazione pari a 2.391 abitanti. Di questi, 353 si sono dichiarati in grado di saper parlare, leggere e scrivere in lingua gallese.

## Cultura

### Musei

#### Margam Stones Museum
A Margam ha sede il Margam Stones Museum, un museo gestito dal Cadw ed ospitato nella nell'ex- Church Schoolroom, in cui sono esposte croci celtiche e pietre con antiche iscrizioni.